# Forêts pluviales de Nouvelle-Calédonie
Localisation
Les forêts pluviales de Nouvelle-Calédonie est une écorégion définie par le fonds mondial pour la Nature (WWF). En Nouvelle-Calédonie, elle couvre la majorité du territoire de la Grande Terre - sauf la côte ouest - et l'intégralité du territoire des îles de la Loyauté. Elle appartient à l'écozone australasienne et au biome des forêts décidues humides tropicales et subtropicales.